# Ordinul Franz Joseph

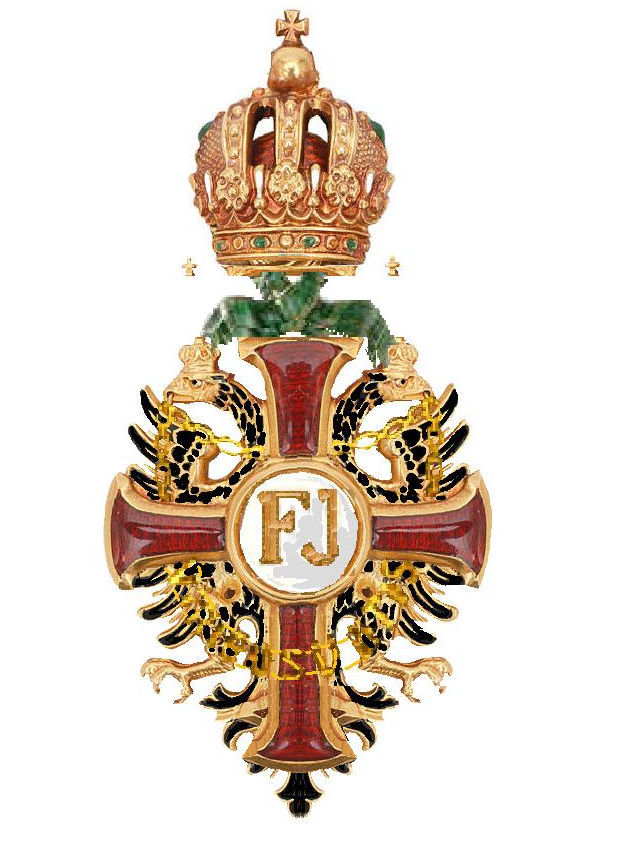
Ordinul Franz Joseph

Ordinul imperial austriac „Franz Joseph” a fost fondat la 2 decembrie 1849 de către împăratul Franz Joseph I și acordat ca un premiu pentru merite militare și civile. Fundația a avut loc la prima aniversare a întronării lui.

## Clasele ordinului
Clasificat ca ordin de cavaler, el a cuprins inițial trei clase, cea de Mare Cruce, Cruce de Comandor (Komtur) și de Cavaler, care au fost ulterior extins la cinci clase. Ordinul lui Franz Joseph a fost singurul ordin de merit al monarhiei, conferit în cinci grade:

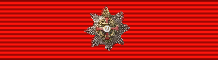
Crucea Mare
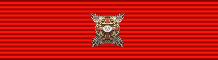
Crucea de comandor cu steaua
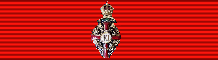
Crucea de comandor
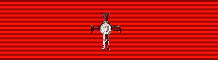
Crucea de ofiţer
Crucea de cavaler

## Regularii

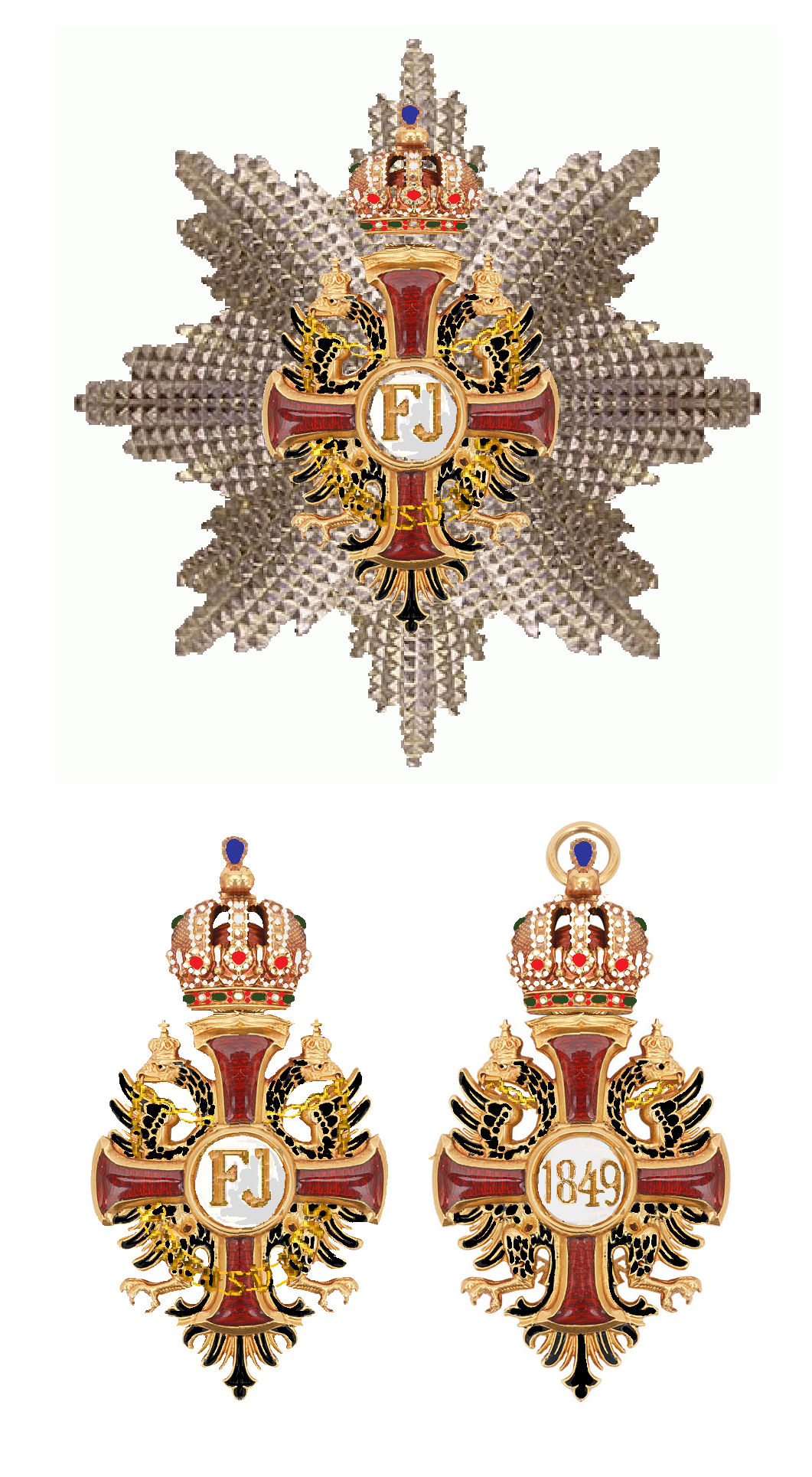
Steaua și Crucea Mare al Ordinului Franz Joseph

Ordinul a fost conferit indiferent de stare socială, proveniență de naștere, religie sau naționalitate. Toți membrii ordinului au avut acces la festivitățile curții. Dar decorarea cu acest ordin n-a fost conectată cu dreptul de înnobilare, o inovație  față de distincția cu Ordinul Maria Tereziei, Coroanei de Fier, lui Leopold sau lui Sf. Ștefan.

## Descrierea ordinului
Însemnul Ordinului Franz-Joseph constă dintr-o cruce de aur octogonală și emailată purpuriu, a cărui brațe devin mai late la capete. În centrul medalionul se pot citi pe placă albă, înrămată auriu, literele de aur F J (Franz Joseph). Între brațele crucii se află vulturul austriac bicefal, care poartă în ciocuri un lanț de aur cu deviza ordinului „Viribus unitis” („Cu forțele unite”). Deasupra este anexată o coroană nespecificată în aur, care nu reprezintă efectiv coroana imperială austriacă. Însemnele celor cinci clase ale ordinului diferă doar în dimensiunea lor. Banda respectiv panglica sunt roșii, achiziționate pentru merite de război dungate roșu și alb.
Atașat la Ordinul Franz Joseph a fost Crucea de Meritul Civil, care a fost acordat în diferite gradări, de exemplu, cu coroană sau cu panglică de vitejie. Însemnele Ordinului de Merit au corespuns cu cele ale Crucii de Cavaler a Ordinului Franz Joseph, însă decorarea nu a arătat vultur bicefal negru emailat.

## Felul de purtat
Cavalerii ordinului au purtat insigna cu bandă la butonieră, ofițerii ca decor înfipt pe pieptul stâng, comandanții de ambele grade în jurul gâtului și cei ai crucii mari suplimentar cu eșarfă peste umărul drept. Comandanții cu steaua și posesorii crucii mari au purtat în plus o stea al ordinului, care a fost fixată pe pieptul stâng.
Distincția la rangul de cavaler a pierdut mult din valoarea originară, pentru că a fost acordată cu timpul foarte des, mai ales pentru persoane ale clasei sociale de mijloc, care nu au fost prevăzute pentru înnobilare. Astfel, în anul 1901, rangul de Mare Cruce se găsește pe rangul patru, încotro acel de cavaler pe ultimul (12) al marilor ordini.

## Purtători români ai ordinului (selecție)

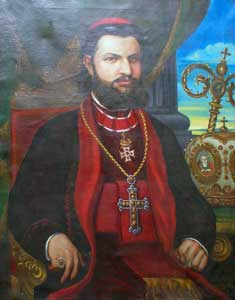
Episcopul Ioan Olteanu, Marea Cruce
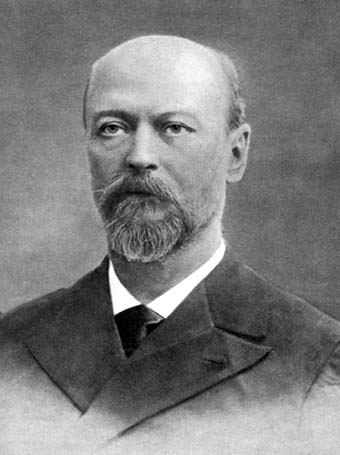
Chimistul Petru Poni, Marea Cruce
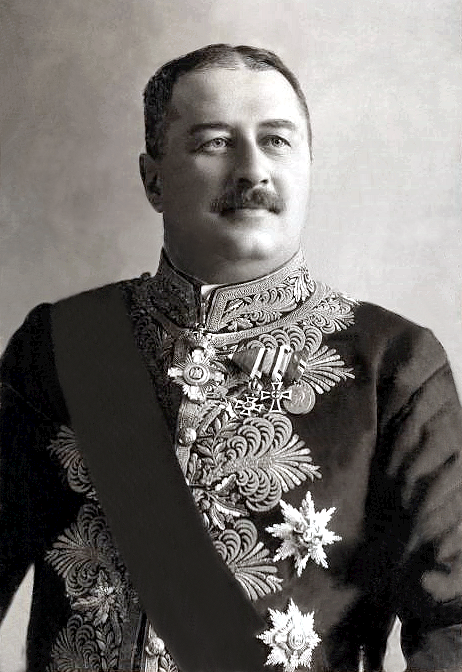
Contele Gheorghe Wassilko de Serecki, Marea Cruce
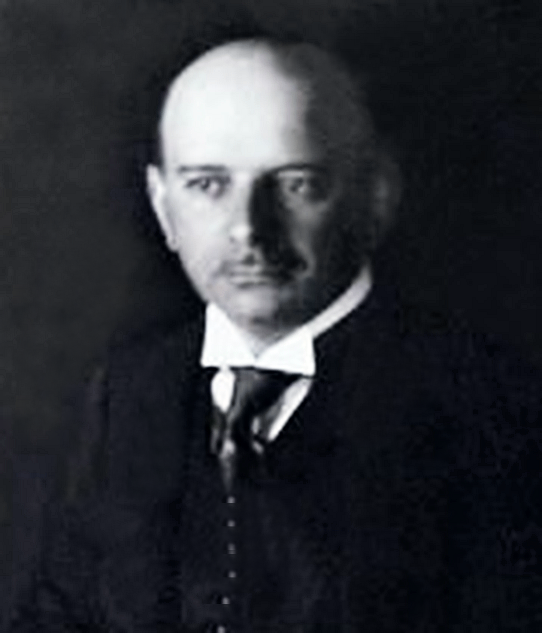
Baronul Alexandru de Hurmuzachi, Comandor cu Stea
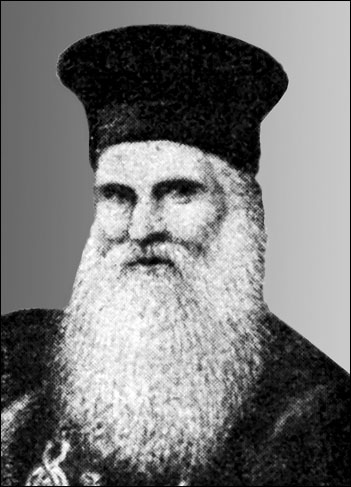
Arhiepiscopul Eugenie Hacman, Comandor
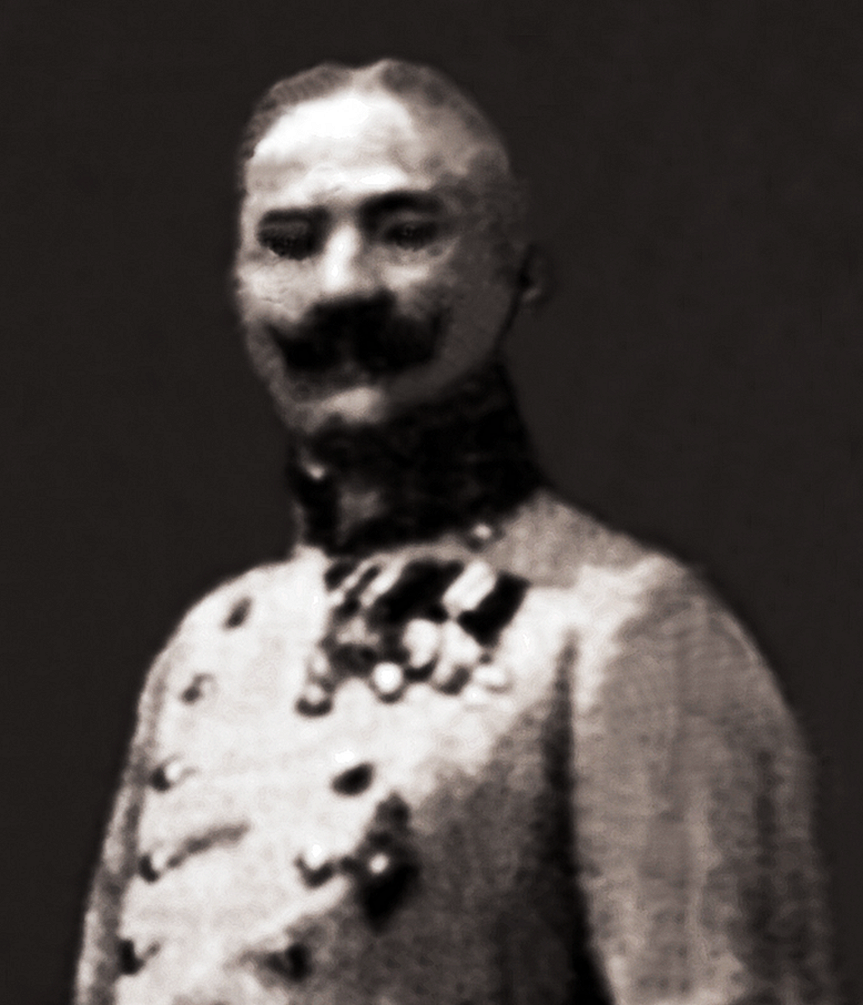
Generalul Dionisie Florianu, Ofițer
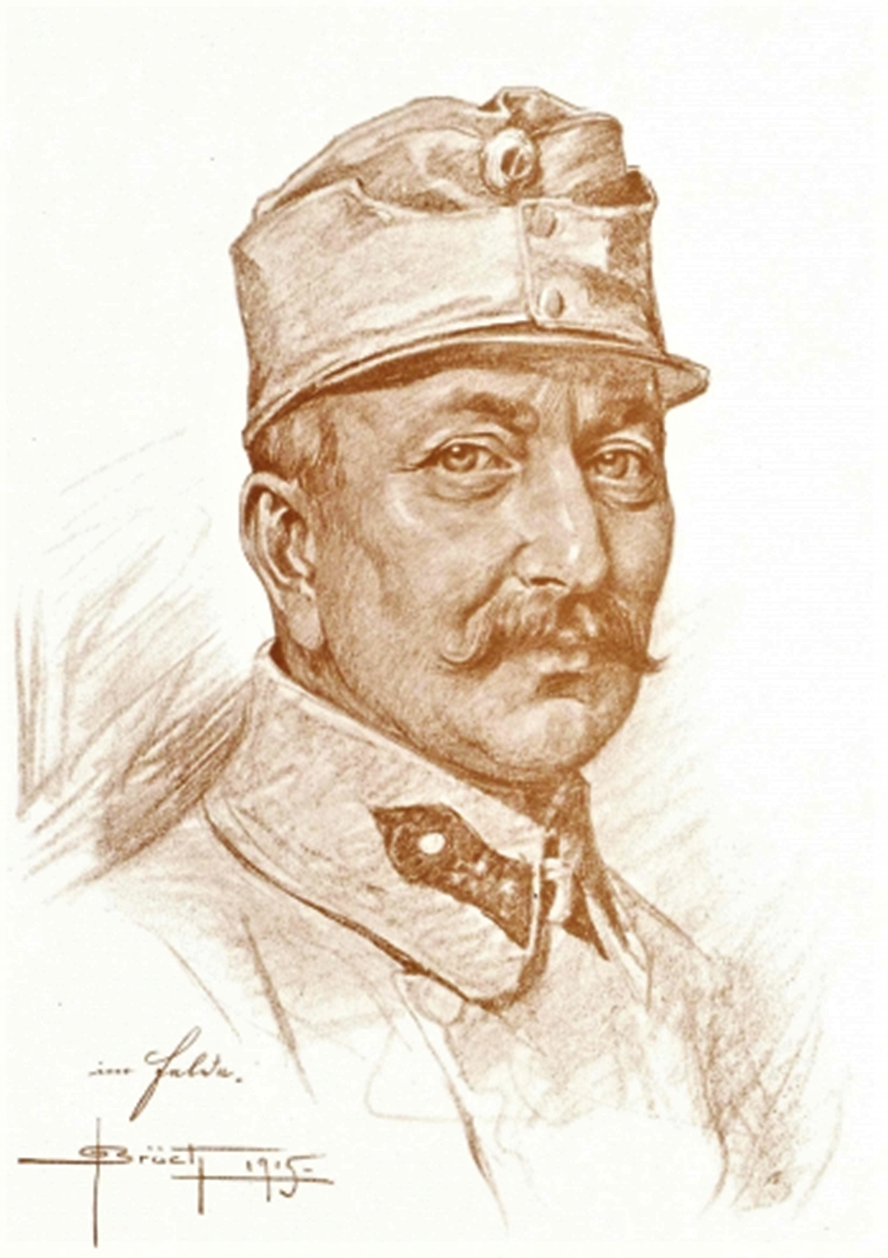
Dănilă Papp, Ofițer
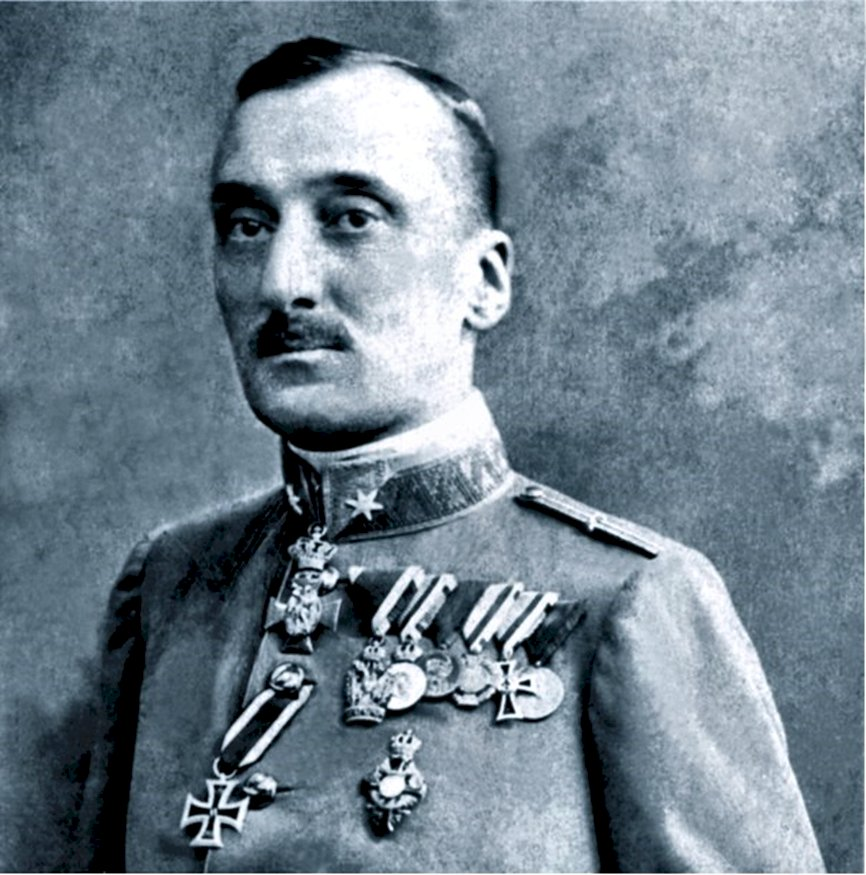
Contele Alexandru Wassilko de Serecki, Ofițer

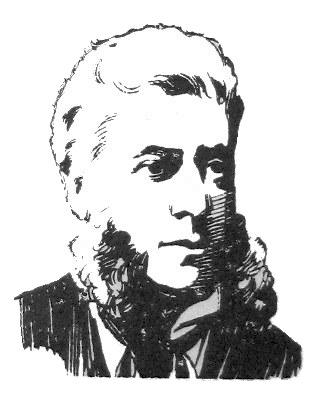
Fizicianul Emanoil Bacaloglu, Cavaler
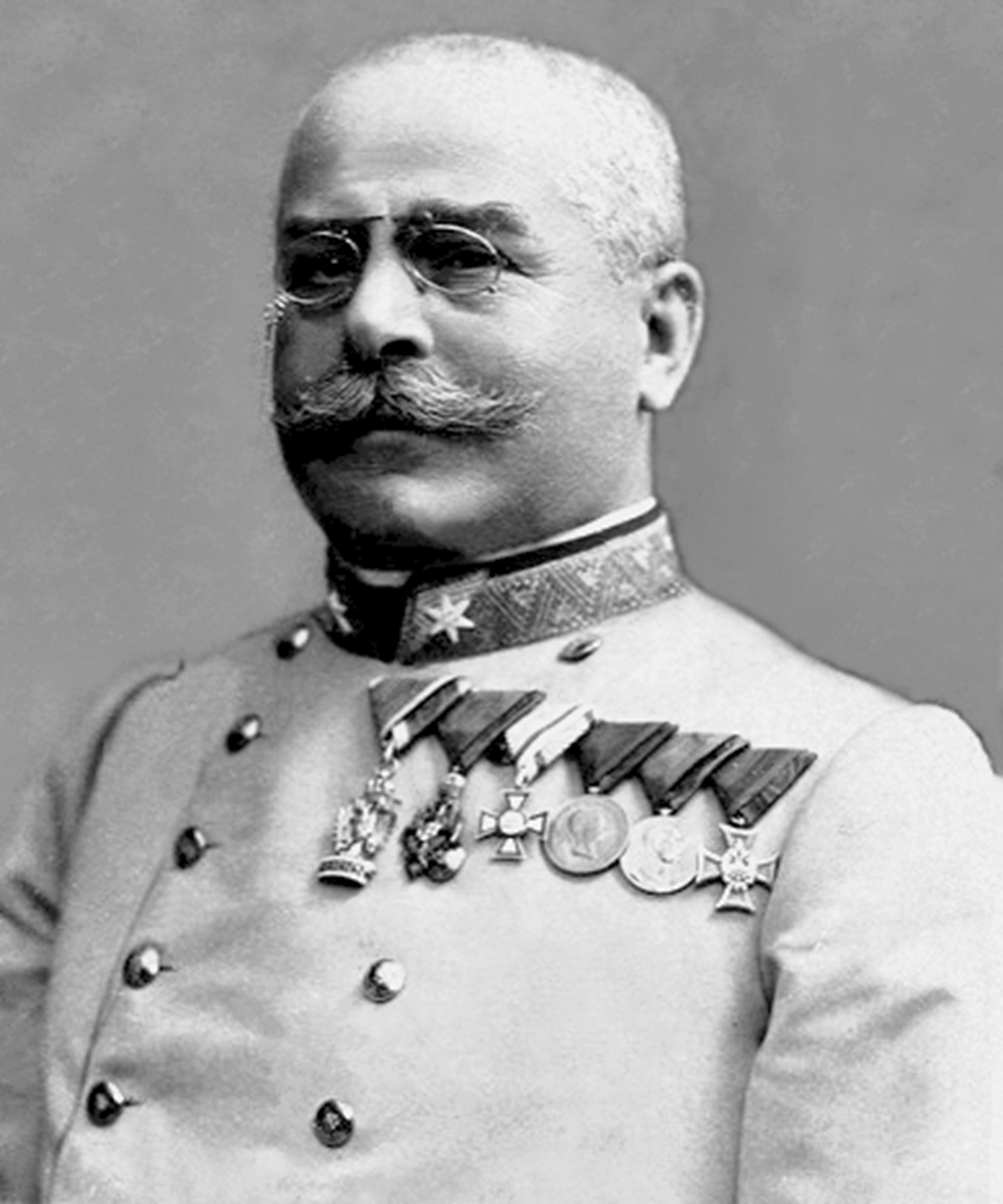
Generalul Nicolae Cena, Cavaler
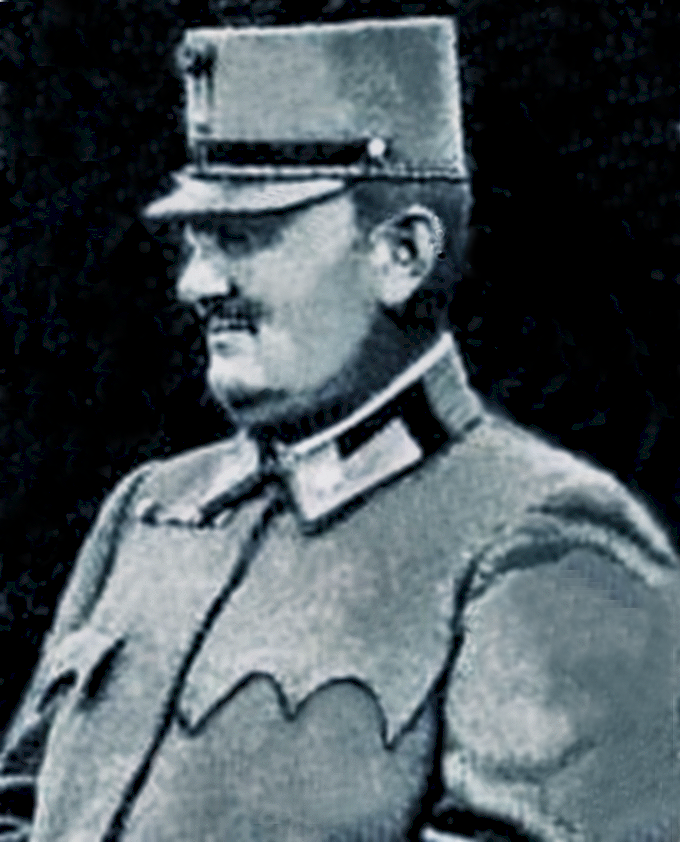
Generalul Gheorghe Domășnean, Cavaler
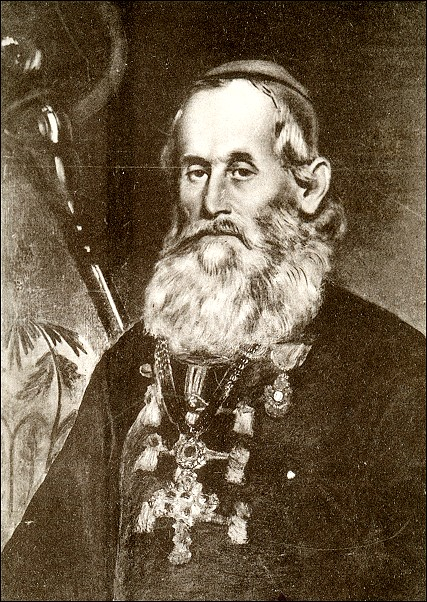
Arhiepiscopul Alexandru Sterca-Șuluțiu, Cavaler
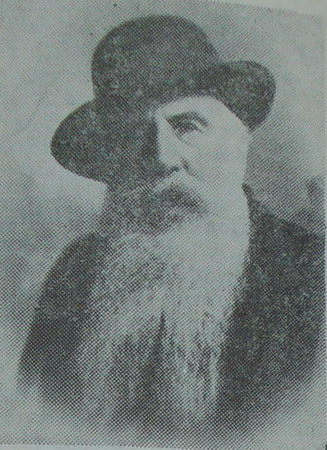
Chimistul Nicolae Teclu, Cavaler
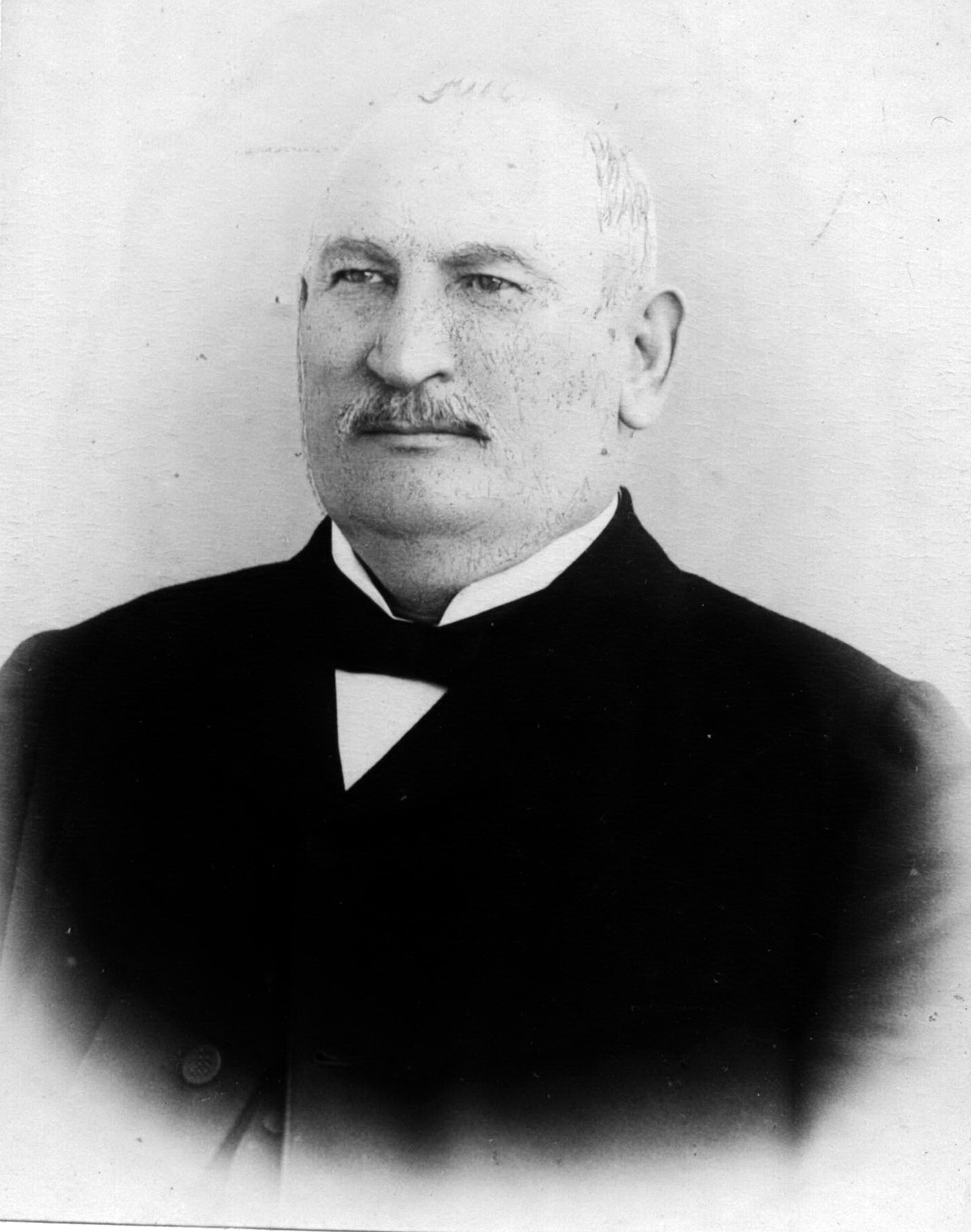
Ion Ciocan, profesor de limba și literatura română la Universitatea Pázmány Péter din Budapesta
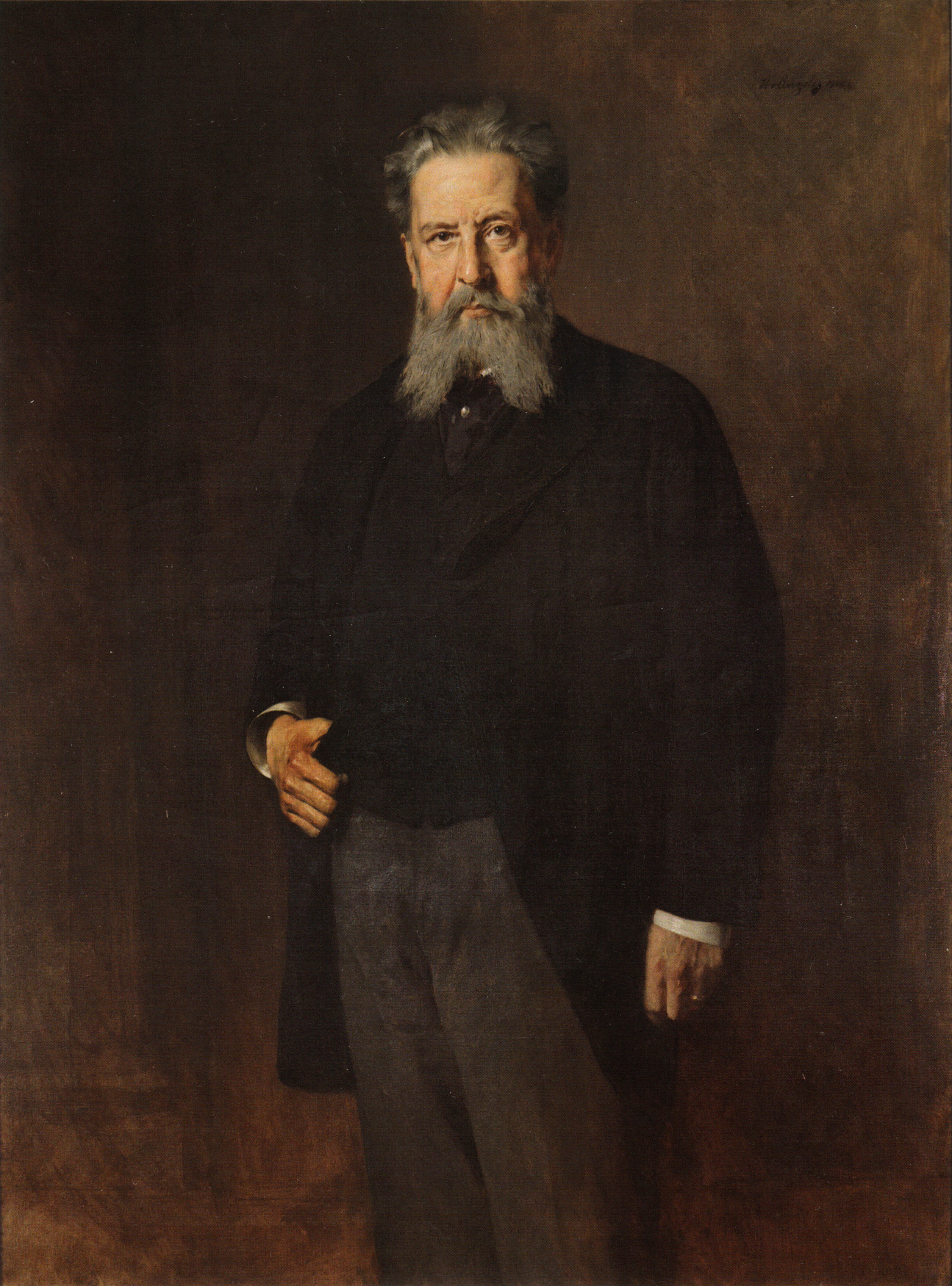
Nicolae Dumba, om politic, bancher și filantrop